# Liciążna
Liciążna est une localité polonaise de la gmina d'Inowłódz, située dans le powiat de Tomaszów Mazowiecki en voïvodie de Łódź.